# Tōru Oniki
Tōru Oniki (鬼木 達?, Oniki Tōru; Funabashi, 20 aprile 1974) è un allenatore di calcio ed ex calciatore giapponese, di ruolo centrocampista, tecnico del Kashima Antlers.

## Statistiche da allenatore
Statistiche aggiornate all'8 dicembre 2024. In grassetto le competizioni vinte.
| Stagione        | Squadra           | Campionato      | Campionato | Campionato | Campionato | Campionato | Coppe nazionali | Coppe nazionali | Coppe nazionali | Coppe nazionali | Coppe nazionali | Coppe continentali | Coppe continentali | Coppe continentali | Coppe continentali | Coppe continentali | Altre coppe | Altre coppe | Altre coppe | Altre coppe | Altre coppe | Totale | Totale | Totale | Totale | % Vittorie | Piazzamento |
| Stagione        | Squadra           | Comp            | G          | V          | N          | P          | Comp            | G               | V               | N               | P               | Comp               | G                  | V                  | N                  | P                  | Comp        | G           | V           | N           | P           | G      | V      | N      | P      | %          | Piazzamento |
| --------------- | ----------------- | --------------- | ---------- | ---------- | ---------- | ---------- | --------------- | --------------- | --------------- | --------------- | --------------- | ------------------ | ------------------ | ------------------ | ------------------ | ------------------ | ----------- | ----------- | ----------- | ----------- | ----------- | ------ | ------ | ------ | ------ | ---------- | ----------- |
| 2017            | Kawasaki Frontale | J1              | 34         | 21         | 9          | 4          | CI+CdL          | 4+5             | 3+3             | 0+0             | 1+2             | ACL                | 10                 | 5                  | 4                  | 1                  | -           | -           | -           | -           | -           | 53     | 32     | 13     | 8      | 60,38      | 1°          |
| 2018            | Kawasaki Frontale | J1              | 34         | 21         | 6          | 7          | CI+CdL          | 4+2             | 2+0             | 1+1             | 1+1             | ACL                | 6                  | 0                  | 3                  | 3                  | SG          | 1           | 0           | 0           | 1           | 47     | 23     | 11     | 13     | 48,94      | 1°          |
| 2019            | Kawasaki Frontale | J1              | 34         | 16         | 12         | 6          | CI+CdL          | 3+5             | 2+2             | 0+3             | 1+0             | ACL                | 6                  | 2                  | 2                  | 2                  | SG          | 1           | 1           | 0           | 0           | 49     | 23     | 17     | 9      | 46,94      | 4°          |
| 2020            | Kawasaki Frontale | J1              | 34         | 26         | 5          | 3          | CI+CdL          | 2+5             | 2+3             | 0+1             | 0+1             | -                  | -                  | -                  | -                  | -                  | -           | -           | -           | -           | -           | 41     | 31     | 6      | 4      | 75,61      | 1°          |
| 2021            | Kawasaki Frontale | J1              | 38         | 28         | 8          | 2          | CI+CdL          | 5+2             | 2+0             | 3+2             | 0+0             | ACL                | 7                  | 6                  | 1                  | 0                  | SG          | 1           | 1           | 0           | 0           | 53     | 37     | 14     | 2      | 69,81      | 1°          |
| 2022            | Kawasaki Frontale | J1              | 34         | 20         | 6          | 8          | CI+CdL          | 2+2             | 1+0             | 0+2             | 1+0             | ACL                | 6                  | 3                  | 2                  | 1                  | SG          | 1           | 0           | 0           | 1           | 45     | 24     | 10     | 11     | 53,33      | 2°          |
| 2023            | Kawasaki Frontale | J1              | 34         | 14         | 8          | 12         | CI+CdL          | 6+6             | 4+2             | 2+2             | 0+2             | ACL                | 8                  | 6                  | 1                  | 1                  | -           | -           | -           | -           | -           | 54     | 26     | 13     | 15     | 48,15      | 8°          |
| 2024            | Kawasaki Frontale | J1              | 38         | 13         | 13         | 12         | CI+CdL          | 2+4             | 1+1             | 0+1             | 1+2             | ACL                | 3                  | 1                  | 0                  | 2                  | SG          | 1           | 1           | 0           | 0           | 48     | 17     | 14     | 17     | 35,42      | 8°          |
| Totale carriera | Totale carriera   | Totale carriera | 280        | 159        | 67         | 54         |                 | 59              | 28              | 18              | 13              |                    | 46                 | 23                 | 13                 | 10                 |             | 5           | 3           | 0           | 2           | 390    | 213    | 98     | 79     | 54,62      |             |

## Palmarès

### Giocatore
- Campionato giapponese: 1

Kashima Antlers: 1996
- Supercoppa del Giappone: 2

Kashima Antlers: 1997, 1999
- Coppa J. League: 1

Kashima Antlers: 1997
- Coppa dell'Imperatore: 1

Kashima Antlers: 1997
- J2 League: 1

Kawasaki Frontale: 2004

### Allenatore
- Campionato giapponese: 4

Kawasaki Frontale: 2017, 2018, 2020, 2021
- Supercoppa del Giappone: 3

Kawasaki Frontale: 2019, 2021, 2024
- Coppa J. League: 1

Kawasaki Frontale: 2019
- Coppa dell'Imperatore: 2

Kawasaki Frontale: 2020, 2023